# Jane Anyango
 (décembre 2017).
Pour l’article homonyme, voir Anyango.
Jane Anyango Odongo est une militante kenyane pour la paix et les droits des femmes et des filles,,,,.
Elle est la fondatrice et la directrice du projet de développement Polycom, qui met en capacité[Quoi ?] les filles et jeunes femmes dans le bidonville de Kibera.
En 2010, l'organisation Peace X Peace lui a remis son prix de Pacificatrice de la communauté.
En 2016, elle était l'une des quatre femmes invitées à l'Université de San Diego pendant deux mois sur son rapport annuel de Femmes artisanes du régime de paix.